# Métalloprotéase matricielle 9
La Métalloprotéase matricielle 9 (aussi appelé métalloprotéinase matricielle 9) ou MMP9 est l'un des types de Métalloprotéinases matricielles, appelé également 92 kDa type IV collagénase, 92 kDa gélatinase ou gélatinase B. Son gène est le MMP9 situé sur le chromosome 20 humain.

## Rôles
Elle est exprimée dans les macrophages, particulièrement au niveau d'une plaque d'athérome. Elle favorise la dégradation de l'élastine dans la paroi artérielle et pourrait favoriser la rupture de la plaque d'athérome, du moins, dans un modèle animal.
Chez l'être humain, sa concentration est augmentée au niveau de la plaque d'athérome carotidienne lorsqu'elle est instable, de même, au niveau d'un anévrisme de l'aorte abdominale en voie de fissuration. Elle jouerait également un rôle dans la genèse d'une dissection aortique.